# 斎藤瀏
斎藤 瀏（さいとう りゅう、1879年（明治12年）4月16日 - 1953年（昭和28年）7月5日）は、日本の陸軍軍人、歌人。最終階級は陸軍少将。長女の斎藤史は同じく歌人。

## 生涯
長野県北安曇郡七貴村（現安曇野市）に旧松本藩士・三宅政明の四男として生まれる。既に帰農していたため、士族籍ではなく平民籍であった。貧しかったため幼少期には丁稚奉公に出されている。旧制松本中学（現・長野県松本深志高等学校）を経て1901年に陸軍士官学校（12期）を卒業し歩兵少尉に任官。同期に杉山元、小磯國昭、香椎浩平らがいる。旧制中学時代に医師で漢学者の斎藤順の養子となった。
1903年に中尉に昇進し、1904年に日露戦争に従軍。この時短歌の道を志して佐佐木信綱に手紙を送り、教えを請うた。翌年に負傷して帰国し、功五級金鵄勲章を授与される。1906年、大尉に昇進。1909年陸軍大学校（21期）卒業。同期に寺内寿一、中村孝太郎、香椎浩平らがいる。竹柏会の歌誌『心の花』で佐々木に師事。
1914年に少佐に昇進し、教育総監部参謀として上原勇作教育総監のもとで働く。1918年、大佐に昇進。1924年、旭川の第7師団参謀長。1927年陸軍少将。歩兵第11旅団長として1928年山東出兵に参加、済南事件で革命軍と交戦した罪で待命となる。1930年予備役となる。
1936年、二・二六事件で反乱軍を援助したとして禁固5年の刑となり、入獄。これにより従四位を失位、勲二等、功五級及び明治三十七八年従軍記章、大正三年乃至九年戦役従軍記章、大正三四年従軍記章、昭和六年乃至九年事変従軍記章、大礼記念章（昭和）を褫奪された。収監された陸軍衛戍刑務所では家族ぐるみで親交があった栗原安秀と共に刑に服した。
1938年に出獄した後は、軍国主義イデオローグとして活躍する一方で、歌人として『短歌人』を創刊、主宰した。1942年に発表された愛国百人一首の選定委員の一人として名を連ねている。同年、大日本言論報国会理事。1945年、北安曇郡池田町に疎開。戦後、公職追放の該当者となる。戦後は歌集と共に二・二六事件の回想録などを発表した。1953年、長野市の史の家で死去。

## 没後
1987年、NHKに保存されていた二・二六事件の電話傍受の録音盤の中の、栗原が首相官邸からかけた通話の一つが事件終結直前の2月29日未明に斎藤へかけたものであることが匂坂春平が残した裁判資料から判明した。
この通話で斎藤は、「あのね、もしかするとね、今払暁ね、攻撃してくるかも知れませんよ」と軍による討伐が迫ることを告げ、「内閣は真崎（甚三郎）じゃなきゃどうしてもいかんのかい?」「例えば河合（操）とかね、柳川（平助）とか」と栗原に問うている。それに対して栗原は「（真崎以外の総理候補は）今んとこありませんね…柳川ならいいでしょうけどね、とても駄目です」と返している。そして斎藤が「大活動起こそうと思ってね…」「何とかまだやるけどね」と政治工作に奔走している旨告げているのに対し、栗原は「間に合わんでしょうね。…ではまあ、お達者で。これで最後でございます。それでは皆さんによろしく言ってください」という別れの言葉を残して電話を切っている。また、栗原は奉勅命令についても斎藤に確認を取っている（陸軍上層部は正式に下達していなかった）。
この事実は翌1988年2月21日に放送されたNHK特集「二・二六事件 消された真実 陸軍軍法会議秘録」で取り上げられている。当番組の制作にあたった中田整一は、史へこの時の録音のコピーを送ったところ、感謝の意と共に「いずれ心が落ち着いたら聴いてみたい」という返事をもらったが、生前に彼女が聴いたかどうかは不明だという。
なお、斎藤は戦後に著した回想録『二・二六』のなかで、事件の間、何者かに自宅電話を傍受されているのではないかという疑念と共に、軍の諜報機関などによると思われる、要領を得ない謀略めいた電話が度々かかってきたことを記している。後者の疑念も匂坂資料及び傍受に当たった当時の関係者の証言により事実である可能性が高いことが判明し、斎藤への電話傍受は事件前から始められていたこと、事件後の斎藤自身が傍受を警戒してかほとんど自分からは電話をかけていなかったことも分かった。

## 栄典
位階
- 1901年（明治34年）10月10日 - 正八位[6]

勲章等
- 1906年（明治39年）4月1日 - 功五級金鵄勲章・勲六等単光旭日章[7]
  - 1937年（昭和12年）1月18日 - 功五級金鵄勲章褫奪

## 著書
- 『青年将校の修養』兵事雑誌社 1915
- 『霧華』竹柏会 心の華叢書 1929
- 『万葉名歌鑑賞』人文書院 1935
- 『波濤 歌集』人文書院 1939
- 『悪童記 短歌と随想』三省堂 1940
- 『獄中の記』東京堂 1940
- 『防人の歌』東京堂 1942
- 『四天雲晴』東京堂 1942
- 『万葉のこころ』朝日新聞社 1942
- 『わが悲懐』那珂書店 1942
- 『信念の書 日本世界観・指導原理』東京堂 1943
- 『名婦評伝』人文書院 1944
- 『光土』八雲書店 新日本歌集 1945
- 『自然と短歌』人文書院 1947
- 『二・二六』改造社 1951

### 編共著
- 『肉弾は歌ふ』編 八雲書林 1939
- 『戰陣訓讀本』編 三省堂 1941
- 『日本の決勝戦此の一年』石原広一郎共述 明倫会京都支部 1941

### 伝記
- 伊藤悠可『もう一人の昭和維新　歌人将軍・斎藤瀏の二・二六』啓文社書房 2019年